# 머스터드

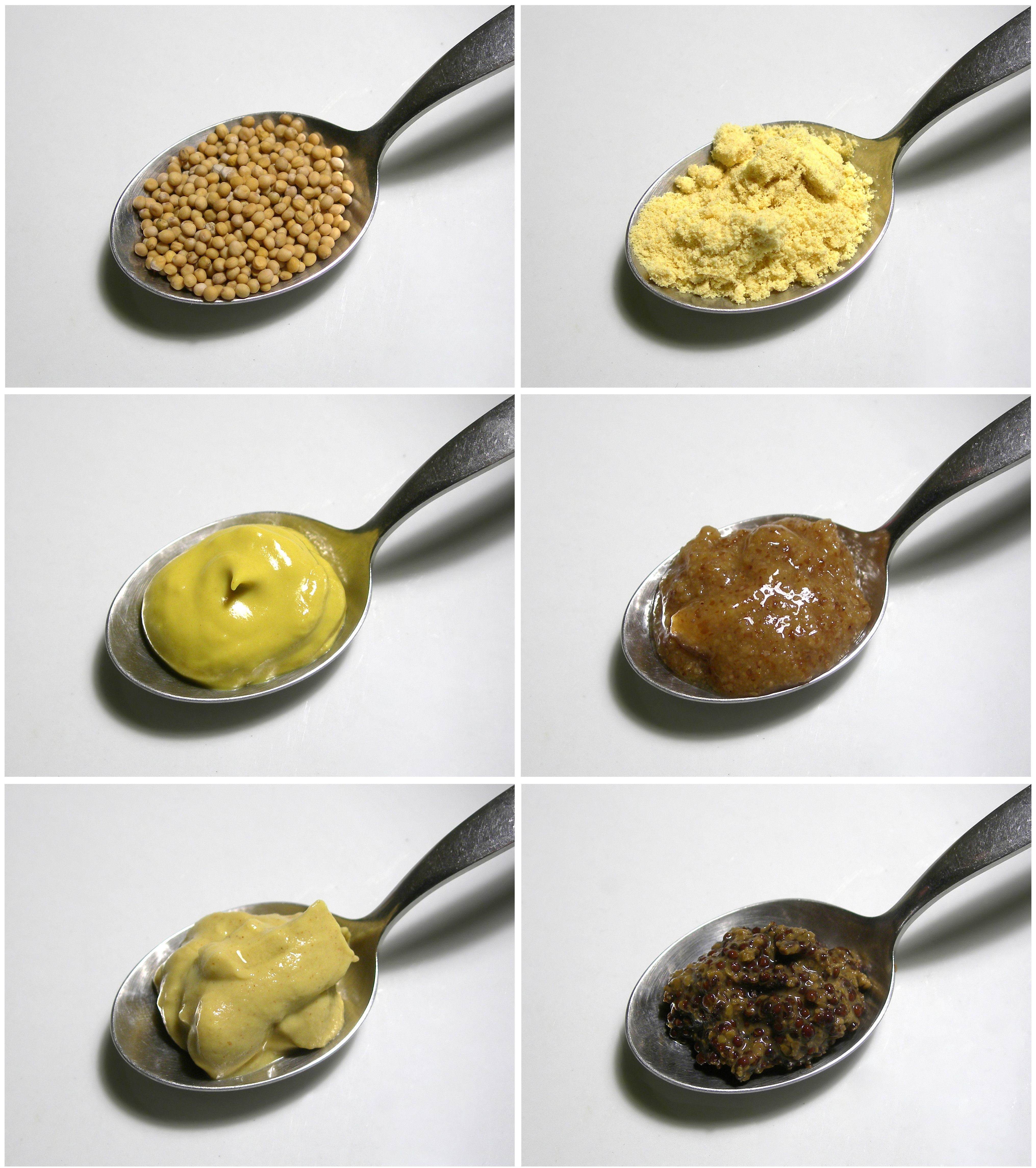
겨자 씨 (맨 위 왼쪽), 겨잣가루 (맨 위 오른쪽) 및 겨자 소스 4종 (아래)

머스터드(영어: mustard) 또는 겨자 소스(--sauce)는 겨자 씨로 만든 소스이다. 한국, 중국, 일본 등에서 먹는, 겨자 씨를 빻아 만든 겨잣가루로 만든 겨자장(--醬)도 머스터드의 하나이다.

## 이름
영어 "머스터드(mustard)"의 어원은 고대 프랑스어 "모스타르드(mostarde)"에서 유래한 말이다. (현대 프랑스어에서는 "무타르드(moutarde)"가 되었다.) 앞부분은 머스트를 가리키는 라틴어 낱말 "무스툼(mustum)"에서 유래했는데, 이는 과거에는 머스터드를 만들 때 간 겨자 씨와 포도 머스트를 썼기 때문이다. 뒷부분은 "홧홧한"이라는 뜻의 라틴어 "아르덴스(ardens)"에서 유래했다. "머스터드"라는 낱말의 영어 용례는 13세기 말에서 처음 발견되나, 그보다 한 세기 전에는 사람의 성으로 쓰이기도 했다.
"겨자 소스"로도 부른다. "겨자"의 어원은 한자어 "개자(芥子)"로, 1489년 《구급간이방언해》에 "계"라는 표기가 등장한다. 이후에 "겨"로 변했다가 ㆍ(아래아)가 소실되며 "겨자"로 변했다. "소스(sauce)"는 영어에서 빌려온 말로, 맛을 돋우기 위해 넣어 먹는 걸쭉한 액체 양념을 일컫는다.

## 종류
- 겨자장: 한국, 중국, 일본 등에서 먹는 겨자 소스이다. 겨잣가루를 따뜻한 물에 갠 다음 따뜻한 곳에 두어 발효시켜 만든다.
- 디종 머스터드: 프랑스의 부르고뉴 지방에 있는 디종에서 유래한 겨자 소스이다. 겨자 씨와 백포도주, 와인식초 등을 넣어 만들며, 과거에는 버주스를 사용해 만들었다.
- 브라운 머스터드: 겨자 씨를 거칠게 갈아 만들어 갈색을 띠는 겨자 소스이다. 겨자무를 함께 넣어 더 맵게 만드는 경우도 있으며, 종류로 미국 루이지애나주의 크리올 머스터드 등이 있다.
- 스위트 머스터드: 독일의 바이에른주에서 만들어지는 겨자 소스이다. 굵게 빻은 겨자씨에 설탕, 사과 소스, 꿀 등을 넣어 달게 만든다. 오스트리아와 스위스 등에서도 즐겨 먹는다.
- 옐로 머스터드: 미국에서 만들어진 부드러운 겨자 소스로, 울금가루를 넣어 노란 색을 낸다. 1904년 조지 J. 프렌치가 처음 만든 것으로 추정된다. 핫도그, 샌드위치, 햄버거 등에 흔히 쓰인다.
- 잉글리시 머스터드: 영국식 겨자 소스이다. 밝은 노란색을 띠며 미국식 옐로 머스터드보다 걸쭉하다.
- 프렌치 머스터드: 프랑스가 아닌 영국에서 만들어진 겨자 소스이다. 갈색을 띠는 부드러운 머스터드로, 새콤달콤한 맛이 난다.
- 허니 머스터드: 꿀과 머스터드를 1:1 등의 비율로 섞어 만든 소스이다.
- 홀그레인 머스터드: 갈지 않은 겨자 씨를 식초, 설탕, 소금 등으로 양념해 만든 소스이다.

## 같이 보기
- 겨자
- 겨자 씨
- 겨자 가스
- 겨자장